# Zorg (groupe)
Pour les articles homonymes, voir Zorg.
Zorg est un groupe de folk-pop acoustique suisse formé en 1998 à Lausanne. Le trio est composé de Guillaume Wuhrmann au chant et à la guitare, Catia Bellini au chant et Stéphane « Totor » Tornare qui endosse le rôle de multi-instrumentiste.
Dès la sortie de son premier album éponyme en avril 2000, le groupe se produit sur de nombreuses scènes de Suisse et de France, notamment celles du Montreux Jazz Festival ou des Eurockéennes de Belfort.
Depuis le début de sa carrière Zorg défend une musique chaleureuse et « fabriquée maison » : les trois albums ont été réalisés par les membres du groupe, Stéphane Tornare en a assuré l'enregistrement et le mixage.
Depuis 2010, le groupe s'est associé aux réalisateurs lausannois de La Fine Equipe du 45 pour démarrer la série des 24 Rec Sessions. Le principe : une reprise enregistrée en 24 heures + un clip tourné en 24 heures, à un rythme de tous les trois mois environ.

## Discographie
- Zorg (2000)
- A Certain Idea Of Love (2003)
- Between Us (2006)